# Коле Флонио (Фрозиноне)
Коле Флонио је насеље у Италији у округу Фрозиноне, региону Лацио.
Према процени из 2011. у насељу је живело 31 становника. Насеље се налази на надморској висини од 408 м.